# New Lucena
New Lucena ist eine philippinische Stadtgemeinde in der Provinz Iloilo. Sie hat 23.240 Einwohner (Zensus 1. August 2015).

## Baranggays
New Lucena ist politisch in 21 Baranggays unterteilt.
| - Baclayan - Badiang - Balabag - Bilidan - Bita-og Gaja - Bololacao - Burot - Cabilauan - Cabugao - Cagban - Calumbuyan | - Damires - Dawis - General Delgado - Guinobatan - Janipa-an Oeste - Jelicuon Este - Jelicuon Oeste - Pasil - Poblacion - Wari-wari |